# Egle lyneborgi
Egle lyneborgi is een vliegensoort uit de familie van de bloemvliegen (Anthomyiidae). De wetenschappelijke naam van de soort is voor het eerst geldig gepubliceerd in 2003 door Ackland & Griffiths in Griffiths.